# Megachile kirbyana
Megachile kirbyana är en biart som beskrevs av Cockerell 1906. Megachile kirbyana ingår i släktet tapetserarbin, och familjen buksamlarbin. Inga underarter finns listade i Catalogue of Life.